# 마누엘 란시니
마누엘 란시니(Manuel Lanzini, 1993년 2월 15일 ~ )는 아르헨티나의 축구 선수이다.